# Nora Volkow

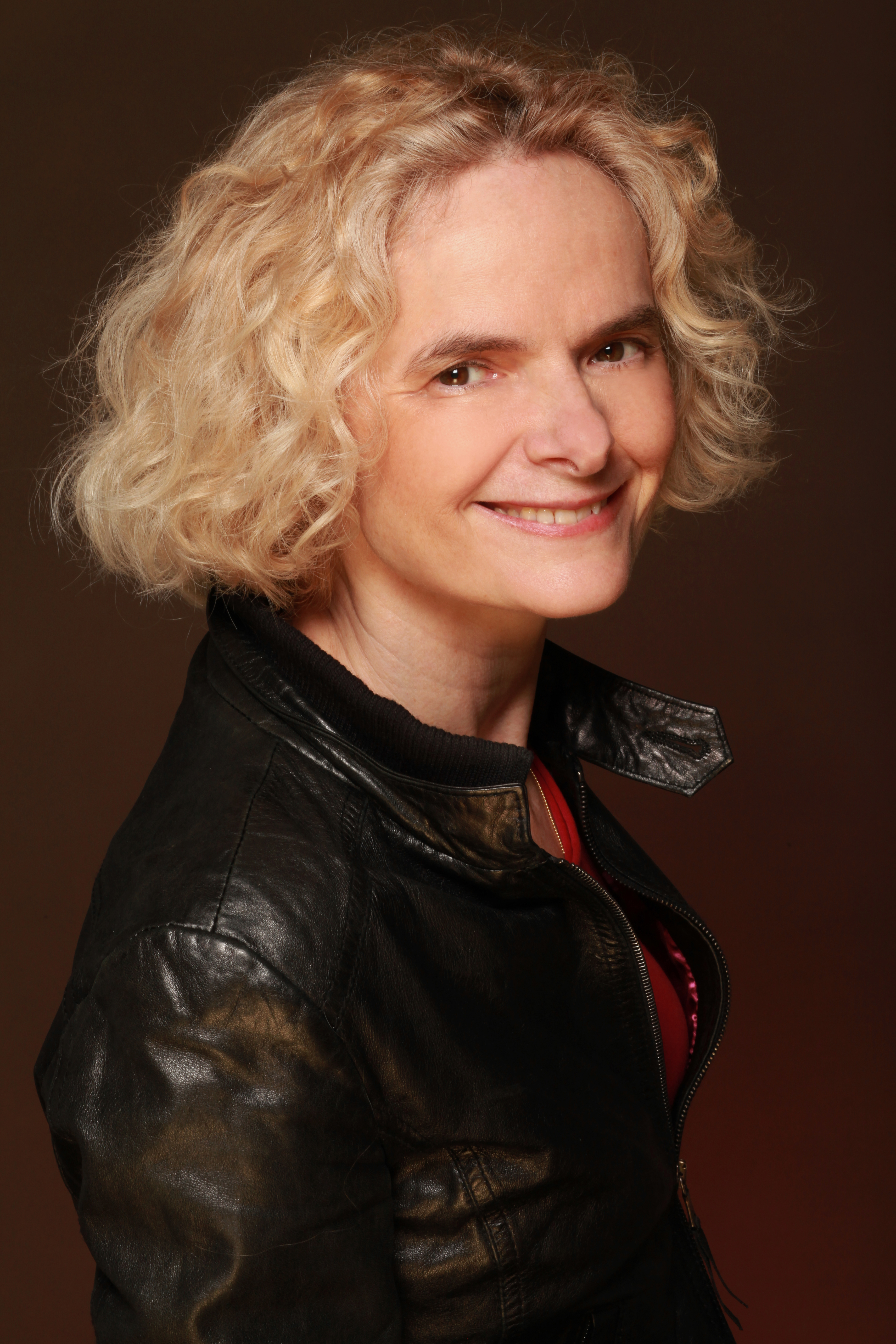
Nora D. Volkow

Nora Dolores Volkow (* 27. März 1956 in Mexiko-Stadt) ist eine mexikanisch-US-amerikanische Hirnforscherin und Suchtexpertin.

## Leben und Wirken
Volkow ist die zweite von vier Töchtern Esteban Volkovs und damit eine Ur-Enkelin des russischen Revolutionsführers Leo Trotzki. Sie besuchte die Modern American School in Mexiko-Stadt und studierte Medizin an der National University of Mexico. Volkow ging zur weiteren Ausbildung in die USA, wo sie an der New York University studierte. Danach arbeitete sie am Brookhaven National Laboratory und der Medical School der State University of New York. Seit 2003 ist sie Direktorin des National Institute on Drug Abuse, einer Einrichtung der US-Gesundheitsbehörde National Institutes of Health (NIH).

## Forschungsschwerpunkte
Nora Dolores Volkow ist Hirnforscherin und Suchtexpertin.

## Auszeichnungen und Ehrungen (Auswahl)
An der National University of Mexico erhielt sie den Premio Robins Award. An der New York University wurde sie mit dem Laughlin Fellowship Award ausgezeichnet. 2009 erhielt sie den Prix International de l’INSERM.

## Mitgliedschaften (Auswahl)
Volkow ist Mitglied der National Academy of Sciences und wurde 2007 in der TIME 100-Liste der einflussreichsten Persönlichkeiten aufgeführt.